# Cristhian Stuani
Cristhian Ricardo Stuani Curbelo, né le 12 octobre 1986 à Canelones en Uruguay, est un footballeur international uruguayen évoluant au poste d'attaquant au Girona FC. Il est le meilleur buteur de l’histoire de Girona FC

## Biographie

### En club

#### Débuts uruguayens
Cristhian Stuani commence sa carrière professionnelle en 2004 au Danubio FC. Après trois saisons où il n'apparaît qu'occasionnellement pour le club, il est prêté au CA Bella Vista en 2006. Stuani y inscrit 14 buts en 18 rencontres et convainc le Danubio de lui faire confiance pour la saison suivante. Il réalise un début de saison 2007-2008 canon avec 19 buts en 14 matchs.

#### Reggina et succession de prêts
Attirant le regard de clubs européens, Stuani rejoint le Reggina Calcio en 2008. Il peine cependant à se faire une place de titulaire et se fait prêter à plusieurs reprises. Stuani joue ses premières minutes en Serie A le 31 janvier 2008 contre l'AC Milan. Il marque son unique but pour Reggina en mai 2009 lors d'un nul 1-1 face à Sienne. Le club est relégué en Serie B à l'issue de la saison.
Stuani est prêté en juillet 2009 à l'Albacete Balompié qui évolue en Segunda División. En Espagne, l'attaquant retrouve ses sensations de buteur et réalise notamment deux triplés aux dépens du CD Castellón et Cordoue. Stuani clôt l'exercice avec 22 buts, finissant deuxième meilleur buteur du championnat derrière Jorge Molina.
Il est à nouveau prêté pour la saison 2010-2011, cette fois au Levante UD. Stuani joue son premier match de Liga le 12 septembre 2010, remplaçant Rafa Jordà durant une déroute 4-1 contre le Getafe CF. Le 24 octobre, il marque son premier but face au RCD Espanyol (défaite 2-1). Stuani réalise un doublé contre Málaga le 3 avril 2011. Il termine son parcours à Levante avec huit buts en 33 apparitions, un total respectable pour l'uruguayen qui n'est titulaire qu'à onze reprises.
Stuani est prêté une dernière fois au Racing Santander en 2011. Il trouve le chemin des filets neuf fois en championnat et se démarque en Coupe du Roi en inscrivant deux doublés contre le Rayo Vallecano.

#### Espanyol et Middlesbrough
Fin août 2012, il signe pour deux saisons en faveur de l'Espanyol de Barcelone.
Le 15 juillet 2015, Stuani rejoint le Middlesbrough FC.

#### Girona FC
Stuani s'engage au Girona FC le 21 juillet 2017 pour trois saisons, récemment promu en première division. 
Il dispute son premier match le 19 août contre l'Atlético Madrid en Liga et réalise un doublé (2-2). Le 29 octobre, Stuani marque un but et contribue à un historique succès 2-1 aux dépens du Real Madrid. Au mois de février 2018, l'uruguayen réalise un doublé contre l'Athletic Bilbao (2-0). Stuani récidive lors d'une lourde défaite 6-3 face au Real Madrid le 18 mars. Il effectue la meilleure saison de sa carrière au premier niveau avec 21 buts, dont quatre doublés, en championnat tandis que Girona parvient à se maintenir dans l'élite.
Stuani connaît une saison 2018-2019 réussie sur le plan individuel, marquant 19 buts en Liga, malgré la relégation du Girona. Il inscrit un doublé le 23 septembre 2018 permettant un nul 2-2 contre le FC Barcelone. Le 10 mars 2019, après son but face au Valence CF, Stuani devient le meilleur buteur de l'histoire du club en professionnel avec 38 réalisations.
À la suite de la relégation du Girona, l'avenir de Stuani s'avère incertain en Catalogne. Fin août 2019, il prolonge néanmoins son contrat jusqu'en 2023. Le 1er septembre 2019, Stuani joue son premier match de Segunda División pour le Girona et marque par la même occasion contre le Málaga CF, offrant une victoire 1-0. Le 8 septembre, il réalise un triplé contre le Rayo Vallecano lors d'un succès 3-1. La journée suivante, Stuani est expulsé lors d'une défaite 2-0 face au Cádiz CF.

### En équipe nationale
Stuani joue son premier match en équipe d'Uruguay le 14 novembre 2012, en amical contre la Pologne (victoire 1-3). Il inscrit son premier but le 10 septembre 2013, contre la Colombie, lors des éliminatoires du mondial 2014 (victoire 2-0).
Il marque son deuxième but le 13 novembre 2013, contre la Jordanie, lors du tour de barrage du mondial 2014, où l'Uruguay s'impose sur le large score de 0-5. Il marque ensuite trois buts lors de matchs amicaux : contre l'Irlande du Nord et la Slovénie en 2014, puis contre le Panama en 2015.
Un an plus tard, il est convoqué pour disputer la Coupe du monde 2014 où les uruguayens seront éliminés en huitièmes de finales par la Colombie sur un doublé de James Rodríguez. Christian Stuani participera ensuite à la Copa América 2015 où l'Uruguay sera éliminée en quarts-de-finale par le Chili, futur vainqueur de la compétition. Il enchaîna lors de la Copa América 2016, la Celeste sortant durant les phases de poules. 
Il dispute la Coupe du monde 2018 en Russie, l'Uruguay est sortie en quarts-de-finale par la France, future championne du monde. L'année suivante, il est une nouvelle fois convoqué pour disputer la Copa América 2019 mais ne peut empêcher l'élimination uruguayenne en quarts-de-finale par le Pérou aux tirs au but.

## Statistiques

### En club
| Saison                | Club                       | Championnat           | Championnat | Championnat | Championnat | Coupe nationale | Coupe nationale | Coupe nationale | Coupe de la Ligue | Coupe de la Ligue | Coupe de la Ligue | Supercoupe | Supercoupe | Supercoupe | Compétition(s) continentale(s) | Compétition(s) continentale(s) | Compétition(s) continentale(s) | Compétition(s) continentale(s) | Total | Total | Total |
| Saison                | Club                       | Division              | M.          | B.          | P.d.        | M.              | B.              | P.d.            | M.                | B.                | P.d.              | M.         | B.         | P.d.       | Comp.                          | M.                             | B.                             | P.d.                           | M.    | B.    | P.d.  |
| 2007-2008             | Reggina Calcio             | Serie A               | 12          | 0           | 0           | -               | -               | -               | -                 | -                 | -                 | -          | -          | -          | -                              | -                              | -                              | -                              | 12    | 0     | 0     |
| 2008-2009             | Reggina Calcio             | Serie A               | 6           | 1           | 0           | 3               | 0               | 1               | -                 | -                 | -                 | -          | -          | -          | -                              | -                              | -                              | -                              | 9     | 1     | 1     |
| Sous-total            | Sous-total                 | Sous-total            | 18          | 1           | 0           | 3               | 0               | 1               | -                 | -                 | -                 | -          | -          | -          | -                              | -                              | -                              | -                              | 21    | 1     | 1     |
| 2009-2010             | Albacete Balompié (prêt)   | La Liga2              | 39          | 22          | 0           | 1               | 0               | 0               | -                 | -                 | -                 | -          | -          | -          | -                              | -                              | -                              | -                              | 40    | 22    | 0     |
| 2010-2011             | Levante UD (prêt)          | Liga                  | 30          | 8           | 0           | 3               | 2               | 0               | -                 | -                 | -                 | -          | -          | -          | -                              | -                              | -                              | -                              | 33    | 10    | 0     |
| 2011-2012             | Racing de Santander (prêt) | Liga                  | 32          | 9           | 0           | 4               | 4               | 0               | -                 | -                 | -                 | -          | -          | -          | -                              | -                              | -                              | -                              | 36    | 13    | 0     |
| 2012-2013             | Espanyol de Barcelone      | Liga                  | 32          | 7           | 0           | 2               | 0               | 0               | -                 | -                 | -                 | -          | -          | -          | -                              | -                              | -                              | -                              | 34    | 7     | 0     |
| 2013-2014             | Espanyol de Barcelone      | Liga                  | 34          | 6           | 3           | 4               | 1               | 0               | -                 | -                 | -                 | -          | -          | -          | -                              | -                              | -                              | -                              | 38    | 7     | 3     |
| 2014-2015             | Espanyol de Barcelone      | Liga                  | 37          | 12          | 0           | 8               | 3               | 0               | -                 | -                 | -                 | -          | -          | -          | -                              | -                              | -                              | -                              | 45    | 15    | 0     |
| Sous-total            | Sous-total                 | Sous-total            | 103         | 25          | 3           | 14              | 4               | 0               | -                 | -                 | -                 | -          | -          | -          | -                              | -                              | -                              | -                              | 117   | 29    | 3     |
| 2015-2016             | Middlesbrough FC           | Championship          | 36          | 7           | 1           | 1               | 0               | 0               | 3                 | 4                 | 0                 | -          | -          | -          | -                              | -                              | -                              | -                              | 40    | 11    | 1     |
| 2014-2015             | Middlesbrough FC           | Premier League        | 23          | 4           | 0           | 4               | 1               | 0               | 1                 | 0                 | 0                 | -          | -          | -          | -                              | -                              | -                              | -                              | 28    | 5     | 0     |
| Sous-total            | Sous-total                 | Sous-total            | 59          | 11          | 1           | 5               | 1               | 0               | 4                 | 4                 | 0                 | -          | -          | -          | -                              | -                              | -                              | -                              | 68    | 16    | 1     |
| 2017-2018             | Girona FC                  | Liga                  | 33          | 21          | 0           | -               | -               | -               | -                 | -                 | -                 | -          | -          | -          | -                              | -                              | -                              | -                              | 33    | 21    | 0     |
| 2018-2019             | Girona FC                  | Liga                  | 32          | 19          | 0           | 2               | 1               | 0               | -                 | -                 | -                 | -          | -          | -          | -                              | -                              | -                              | -                              | 34    | 20    | 0     |
| 2019-2020             | Girona FC                  | Segunda Division      | 36+4        | 29+2        | 2           | -               | -               | -               | -                 | -                 | -                 | -          | -          | -          | -                              | -                              | -                              | -                              | 40    | 31    | 2     |
| 2020-2021             | Girona FC                  | Segunda Division      | 25+2        | 10+0        | 2           | 2               | 0               | 0               | -                 | -                 | -                 | -          | -          | -          | -                              | -                              | -                              | -                              | 29    | 10    | 2     |
| 2021-2022             | Girona FC                  | Segunda Division      | 37+4        | 22+2        | 1           | 1               | 0               | 0               | -                 | -                 | -                 | -          | -          | -          | -                              | -                              | -                              | -                              | 42    | 24    | 1     |
| 2022-2023             | Girona FC                  | Liga                  | 32          | 9           | 0           | 2               | 1               | 0               | -                 | -                 | -                 | -          | -          | -          | -                              | -                              | -                              | -                              | 34    | 10    | 0     |
| 2023-2024             | Girona FC                  | Liga                  | 31          | 9           | 3           | 5               | 5               | 0               | -                 | -                 | -                 | -          | -          | -          | -                              | -                              | -                              | -                              | 36    | 14    | 3     |
| 2024-2025             | Girona FC                  | Liga                  | 32          | 11          | 2           | 1               | 0               | 0               | -                 | -                 | -                 | -          | -          | -          | C1                             | 8                              | 0                              | 0                              | 41    | 11    | 2     |
| Sous-total            | Sous-total                 | Sous-total            | 267         | 133         | 10          | 13              | 7               | 0               | -                 | -                 | -                 | -          | -          | -          | -                              | 8                              | 0                              | 0                              | 288   | 140   | 10    |
| Total sur la carrière | Total sur la carrière      | Total sur la carrière | 548         | 209         | 14          | 43              | 18              | 1               | 4                 | 4                 | 0                 | -          | -          | -          | -                              | 8                              | 0                              | 0                              | 603   | 231   | 15    |

## Palmarès

### En club
| Danubio FC - Championnat d'Uruguay - Champion en 2004 |

### Distinctions personnelles
- Meilleur buteur du Championnat d'Espagne D2 en 2020 (29 buts)[13] et 2022 (22 buts)